# Старото школо
Старото школо (също Тревненското школо) е първото българско светско училище в Трявна, основано през Възраждането.
Училището е създадено през 1836-1839 г., приблизително по същото време, както Априловската гимназия в Габрово. Петко Славейков преподава тук в продължение на осем години и основава „книгохранителницата“ (градска библиотека, 1847). През 1871 г. тук е основано читалище „Трудолюбие“.
През 1897 г. е завършена новата учебна сграда на трикласното мъжко училище, получило след обединяване в смесено училище името на Петко Р. Славейков. Наследник на училището в разширяваната няколко пъти „нова“ сграда, в близост до сградата на Старото школо става Средно училище „Петко Рачев Славейков“
Сградата е реставрирана и приютява градския музей, музей на тревненската школа за резбарско и зографско изкуство, постоянни колекции на теми филателия, старинни часовници, „Просветно дело до освобождението“ (с документи и предмети), „Времеизмерителни уреди от античността до началото на XX век“ (колекция, събрана от Георги Везиров) и картинна галерия-дарение от Димитър и Никола Казакови. Старото школо, като музеен обект е част от Специализирания музей за резбарско и зографско изкуство.
В Старото школо се провеждат културни мероприятия и гостуващи изложби, като активността е по-голяма по времето на Славейковите празници.

## Галерия
- Славейковото школо в Трявна
- Възстановка на класна стая и чинове за ученици с различен напредък
- В двора на Старото школо
- Чешмата в двора на Старото школо
- Във възстановената класна стая на първия чин ползват перо и мастило
- Школото и Райковата къща в Трявна
- Старото школо и част от площад Дядо Никола